# Sjogg

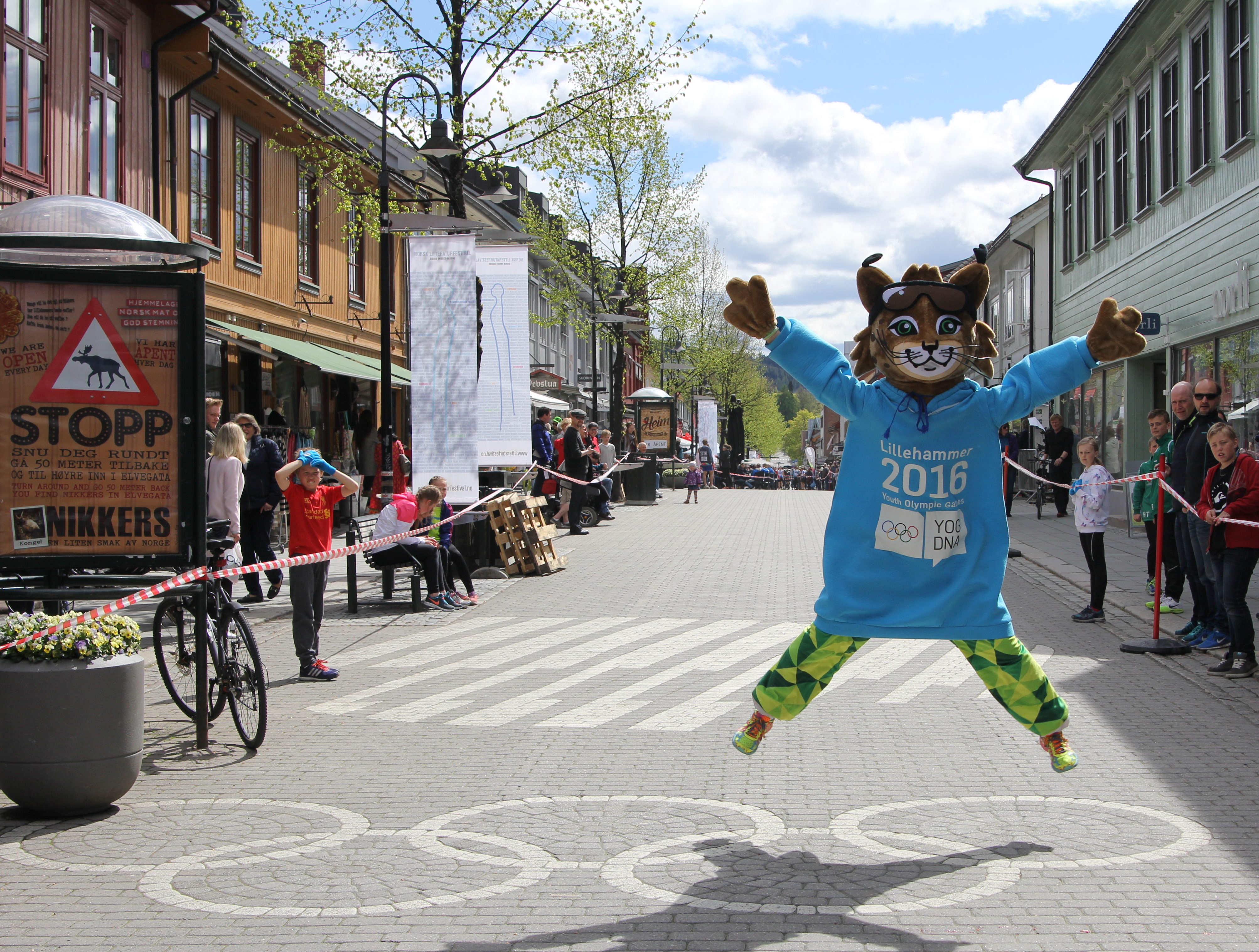
Sjogg in Lillehammer

Sjogg war das offizielle Maskottchen der Olympischen Jugend-Winterspiele 2016 im norwegischen Lillehammer.

## Beschreibung
Sjogg ist ein anthromorpher Luchs in Sportbekleidung. Der Name Sjogg bedeutet „Schnee“ in dem norwegischen Dialekt, der im Gudbrandsdalen gesprochen wird, dem Tal, in dem sich die Veranstaltungsorte der Jugendspiele befanden.

## Entstehung
Im Februar 2012 wurde ein Wettbewerb ausgerufen, um ein Maskottchen für die Spiele 2016 in Lillehammer zu küren. Teilnehmen durfte jeder zwischen 15 und 25 Jahren. Das Organisationskomitee der Veranstaltung traf eine Vorauswahl und legte insgesamt 33 Entwürfe einer Jury vor. Diese entschied sich für drei Kandidaten, einen Elch, ein Wiesel und einen Luchs, die per Facebook der Öffentlichkeit vorgestellt wurden. In einer Online-Abstimmung wurde schließlich der Luchs, ein Entwurf der zum damaligen Zeitpunkt 18-jährigen Line Ansethmoen aus Lillehammer, zum offiziellen Maskottchen gewählt.

## Sonstiges
Anlässlich der Eröffnung der Jugendspiele erschien ein Ersttagsbrief der norwegischen Post mit einer Abbildung von Sjogg.
Die Gewinner der Wettbewerbe erhielten neben den Medaillen auch jeweils eine Sjogg-Plüschfigur.